# Skogsvågen
Skogsvågen (eller Skogsvåg) är en tätort i Øygardens kommun i Vestland fylke i västra Norge. Orten ligger där fylkesväg 5218 möter fylkesväg 560 på den södra delen av ön Sotra.
Orten utgjorde tidigare centralort i dåvarande Sunds kommun i Hordaland fylke.